# Carlos Carmona (Komponist)
Carlos Carmona (* 1960 in Buenos Aires) ist ein argentinischer Komponist, Gitarrist und Dirigent.

## Leben
Nach autodidaktischen Anfängen lernte Carmona klassische Gitarre bei Alicia Vénere und Lucio Nuñez. Er studierte dann Komposition bei Rodolfo Daluisio, Harmonielehre bei Roque de Pedro und  Sebastián Piana und argentinische Musik bei Hilda Herrera.
Es schloss sich ein Studium der elektroakustischen Musik an der Universidad Nacional de Quilmes an. Hier zählten María Teresa Luengo, Pablo Dislicia, Oscar Edelstein und Carmelo Saita (Komposition), Edgardo Palotta (Orchestration), Gabriel Colautti (Musikanalyse) sowie Aitana Kasulin, Sebastián Gómez und Lita Corrado (Harmonielehre und Kontrapunkt) zu seinen Lehrern.
Seine Ausbildung als Dirigent erwarb er zwischen 2007 und 2009 bei Sergio Feferovich, Saul Zaks und Jorge Gabriel Fontenla.
Großen Erfolg hatte die Uraufführung seiner "Liturgischen Suite" für Gitarre, Stimme und Kammerorchester Yupanquiana. Das Werk nach Texten von Atahualpa Yupanqui wurde als Hommage an den Künstler von Radio Nacional  2002 gesendet und durch R.A.E. (radiodifusión argentina al exterior) live international übertragen. Im Zyklus Clásica Joven wurde es vom Orquesta de Cámara Juvenil de Buenos Aires unter Leitung von Alejandro Beraldi mit den Solisten Sergio Moldavsky (Gitarre), Patricia Neme (Mezzosopran) und Jorge Contegni (Tenor) im Teatro Colón aufgeführt.